# 쌍돌기나비
쌍돌기나비(학명: Charaxes candiope)는 사하라 이남 아프리카에 분포하는 네발나비과 대왕네발나비속의 열대성 나비이다. 건조성 지역을 제외한 에티오피아구의 열대 우림 및 사바나 지역에 서식하며, 날개 폭은 수컷이 45~55mm, 암컷이 50~60mm이다.